# Plinia complanata
Plinia complanata är en myrtenväxtart som beskrevs av Maria Lucia Kawasaki och Bruce K. Holst. Plinia complanata ingår i släktet Plinia och familjen myrtenväxter. Inga underarter finns listade i Catalogue of Life.